# Młodszy aspirant

młodszy aspirant PSP

Młodszy aspirant (mł. asp.) – najniższy stopień w korpusie aspirantów w Państwowej Straży Pożarnej (odpowiednik młodszego chorążego w wojsku). Niższym stopniem jest starszy ogniomistrz, a wyższym aspirant.
Stopień ten można otrzymać po dwóch latach nauki, po skończeniu jednej z trzech szkół w Polsce:
- Szkoły Aspirantów Państwowej Straży Pożarnej w Poznaniu (Dębiec),
- Szkoły Aspirantów Państwowej Straży Pożarnej w Krakowie (Nowa Huta),
- Centralnej Szkoły Państwowej Straży Pożarnej w Częstochowie.